# SNB 1–4
Die Lokomotiven 1–4 waren Schlepptenderlokomotiven der dänischen Privatbahn A/S Svendborg–Nyborg Jernbaneselskab (SNB) für den Betrieb auf der 1897 eröffneten Bahnstrecke Svendborg–Nyborg.

## Geschichte
Für den Betrieb der Strecke zwischen Svendborg und Nyborg beschaffte die Gesellschaft vier Schlepptenderlokomotiven bei der deutschen Lokomotivfabrik Jung in Kirchen (Sieg) mit den Baunummern 287 bis 280 und 321. Die ersten drei Lokomotiven wurden 1897 ausgeliefert und erhielten die Namen Tiselholt, Ørkildhus und Nyborg. Lok 4 folgte 1898 und wurde Svendborg genannt.

## Technische Ausstattung
Die Nassdampflokomotiven besaßen zwei Treibachsen und eine führende Laufachse. Sie waren mit einem zweiachsigen Tender ausgestattet, hatten eine außenliegende Allan-Steuerung sowie eine Saugluftbremse für Lokomotive und Tender.

## SNB 19–22
Mit der Verpachtung der Bahnstrecke Svendborg–Nyborg 1902 an die Sydfyenske Jernbaner wurden die Lokomotiven in die Materialunterhaltung der SFJ übernommen. Da bei der SFJ die laufenden Nummern 1–4 bereits vergeben waren, erhielten sie die neuen laufenden Nummern 19–22, behielten aber ihre Eigentumsbezeichnung SNB. Ab diesem Zeitpunkt wurden sie im gesamten Streckennetz der SFJ eingesetzt.
In den frühen 1920er Jahren waren die Lokomotiven aufgebraucht, so dass 1923 in der SFJ-Werkstatt in Odense eine Rekonstruktion der vier Maschinen begann. Statt der Vorlaufachse erhielten sie ein Laufdrehgestell, so dass sich die Achsfolge in 2 B + 2T änderte.
Es handelte sich praktisch um Neubauten unter der Verwendung des Tenders, der Treibradsätze und einiger anderer Teile, da ein Überhitzer, außenliegende Zylinder mit Rundschieber sowie eine Heusinger-Steuerung in den Lokomotiven Verwendung fanden.
Die SFJ-Werkstatt vergab dafür jeweils eine SFJ-Baunummer für die Lokomotiven. 1923 wurden SNB 21 (Baunummer 5) und SNB 22 (Baunummer 4) in die Werkstatt gebracht, im folgenden Jahr waren es SNB 19 (Baunummer 7) und SNB 20 (Baunummer 6). Abgeschlossen wurden die Arbeiten bei allen Lokomotiven 1924. Während der Rekonstruktion verschwanden die Loknamen. Nach dem Umbau leistete SNB 22 im Einsatzjahr 1923/1924 81.689 km.

## DSB AF (I)
Durch die Übernahme der Sydfyenske Jernbaner am 1. April 1949 durch Danske Statsbaner (DSB) wurden die SNB-Lokomotiven zur Verwendung an die Staatsbahnen übertragen. Allerdings blieben die Lokomotiven im Besitz der SNB und wurden nicht Eigentum der Staatsbahnen. Sie erhielten die Baureihenbezeichnung AF (I) und die Betriebsnummern 119–122. Wie alle DSB-Dampflokomotiven erhielten sie eine Krawatte um den Schornstein in der Farbkombination rot-weiß-rot.
Sie blieben in den Bahnbetriebswerken Odense und Nyborg beheimatet. Die AF 119–121 wurden Ende 1951 / Anfang 1952 in Nyborg abgestellt und noch 1952 ausgemustert. AF 122 wurde 1952 von Nyborg nach Fåborg abgegeben, kam 1953 zurück und wurde 1954 abgestellt und ausgemustert. Unmittelbar nach der Ausmusterung wurden die Lokomotiven zur Verschrottung verkauft.